# فطيرة (إدلب)
فطيرة قرية سورية تتبع ناحية كفرنبل في منطقة معرة النعمان في محافظة إدلب. بلغ عدد سكانها 2715 نسمة في عام 2004 حسب إحصاء المكتب المركزي للإحصاء.

اعيان القرية:
مختار القرية : علي الشبلي سابقاً عبد الكريم المراد حاليا
تاريخ القرية
تعتبر قرية الفطيرة ومثيلاتها من القرى المجاورة من أقدم المناطق المأهولة بالسكان وقد تم توثيق مغاور أثرية قديمة جدا تعود لعصر ماقبل التاريخ و فيها موقع أثري يسمى المقاطع وهو مكان يعتقد أنه كان مكانا اقتطاع حجارة البناء ونقلها لاستخدامها في بناء البارة وغيرها من المدن الأثرية 
أهمية الموقع
تقع قرية الفطيرة على الطريق الرئيسي معرة النعمان الغاب والذي يعتبر أحد شرايين وصل المنطقة الداخلية في سورية مع المناطق الساحلية
أصل التسمية
هناك روايتان حول التسمية :
الأولى : يعتقد أن الاسم أطلق على البلدة حديثا حوالي ١٦٠٠ م وذلك بعد أن شهدت بداية استقرار العوائل الحالية فيها وذلك بسبب انتشار الفطر البري فيها بشكل كبير إذ ينمو الفطر الابيض بكثافة خلال الأسابيع الأولى من الشتاء
والثانية : يعتقد أن التسمية ترتبط بزيارة والي حلب إلى المنطقة وتناول طعام الإفطار فيها ..
ولا توجد حتى الآن أي معلومات دقيقة حول التسمية القديمة للقرية
السكان
يسكن البلدة العرب السنة وجميعهم من الحضر ويعمل اغلب السكان بالوظائف الحكومية أو الزراعة وأكبر العائلات اللتي تقطن القرية :ألعدل~. ابو الخيش ؛ ثلجة ؛ درويش ؛ مراد ؛ مقصوص ؛ عوض ؛ راغب ؛ قادري وغيرها
تاريخ
تعتبر بلدة الفطيرة من أمهات القرى في ريف ادلب الجنوبي وجبل الزاوية و تعرض سكانها إبان الحكم العثماني للتهجير حيث غادرها كل سكانها بعد مقتل ٤٠ عسكري عثماني فيها وتوزع سكانها في ارياف حمص وحماة و ادلب وحلب و نسب بعضم إلى كنية الفطراوي و البعض الآخر حافظ على كنيته الأصلية مثل ابو الخيش 
ومنهم آل فطراوي في الرستن و كفرنبودة و كفرزيتا و الهلبة و جوزف وخان شيخون
ومنهم البتور والمصطفى والمراد في دارة عزة 
ومنهم سليم في جوزف
مراد و عرب في البارة
ومنهم في كفرشاليا و قرى الغاب وغيرها الكثير 
كما يتبع للفطيرة سكان القرى المجاورة الذين خرجوا منها وهي قرى الملاجة و كرسعة وكفرموس و فليفل وكلهم ذو أصل من الفطيرة